# Henryk z Müllenark
Henryk z Müllenark (ur. przed 1190, zm. 26 marca 1238) – arcybiskup Kolonii i książę-elektor Rzeszy od 1225.

## Życiorys
Henryk pochodził z niezbyt znaczącego rodu możnowładczego, był synem hrabiego Hermana z Müllenark i Saffenbergu; jego krewnym był Henryk, hrabia Sayn. Od 1211 pojawia się w źródłach jako prepozyt jednej z kapituł w Kolonii. W 1225 został wybrany na arcybiskupa Kolonii, kilka dni po śmierci zamordowanego poprzednika Engelberta z Bergu. Wyświęcony na biskupa został 20 września 1226.
W arcybiskupim księstwie panowało ogromne napięcie. Henryk uroczyście przysiągł zemstę mordercom swojego poprzednika, doszło do tumultów mieszczaństwa w Kolonii i Soest, a synowie księcia Limburgii Walrama III zniszczyli jeden z arcybiskupich zamków, jednak Henryk zdołał opanować sytuację. Za cenę pewnych koncesji porozumiał się z mieszczanami z Kolonii i Soest. Po śmierci Walrama doszedł też do porozumienia z jego synem Henrykiem (następcą Engelberta jako hrabia Bergu), uznając jego władzę w odziedziczonych ziemiach w zamian za odszkodowanie za zniszczony zamek i koniec sojuszu z Kolonią. W 1226 schwytano i stracono jednego z morderców Engelberta, Fryderyka z Isenbergu.
W czasie swoich rządów Henryk toczył liczne spory z sąsiadami. W latach 1227–1232 trwał konflikt Henryka (sprzymierzonego z biskupem Osnabrücku) z hrabiami Tecklenburga, którzy wcześniej udzielili schronienia Fryderykowi z Isenberga. W latach 1330–1333 Henryk toczył wojnę przeciwko księciu Limburgii i Bergu. Toczył też spory z hrabiami Jülich i Kleve. Wszystkie te konflikty negatywnie wpływały na finanse arcybiskupstwa; tym kłopotom Henryk próbował zaradzić zastawiając dobra. Mimo tych konfliktów Henryk przyczynił się znacznie do rozwoju terenów arcybiskupstwa, szczególnie dzięki licznym zasługom dla rozwoju miast. Wielu ośrodkom miejskim z terenu arcybiskupstwa nadał prawa miejskie, m.in. Rees, Xanten i Rheinbergowi.
Udział Henryka w polityce ogólnoniemieckiej nie był znaczący. W 1227 koronował na królową Małgorzatę austriacką, żonę Henryka (VII) Hohenstaufa (syna cesarza Fryderyka II). Wziął udział w negocjacjach między cesarzem i królem Anglii Henrykiem III i w 1235 posłował do Anglii, aby przywieźć cesarzowi jego narzeczoną, siostrę Henryka III Izabelę. Gdy część kapituły postanowiła go oskarżyć w Rzymie, spotkał się w 1232 w Spoleto z papieżem Grzegorzem IX i uzyskał umorzenie procesu. Został pochowany w katedrze w Kolonii (jego grób się nie zachował).